# Система кондиціювання повітря (авіація)
Систе́ма кондиціюва́ння пові́тря (СКП) — одна з бортових систем життєзабезпечення. СКП призначена для підтримання тиску і температури повітря в герметичній кабіні літального апарата на рівні, що забезпечує нормальну життєдіяльність екіпажу та пасажирів. Герметичність кабін забезпечується їх конструктивним виконанням, наявністю ущільнень на дверях і люках, а також постійним наддувом від СКП.

## Завдання
З підняттям на висоту понад 3 км у людини з'являються ознаки кисневого голодування (хочеться спати). На висотах понад 9 км з рідини організму можливе виділення бульбашок газу (аероемболізм). На висотах понад 19 км спостерігається закипання підшкірної рідини. Температура повітря на висоті понад 11 км може досягати −60 °C. Для польоту на літальному апараті в таких несприятливих для життя умовах і потрібно було створити бортові системи життєзабезпечення.

## Принцип роботи

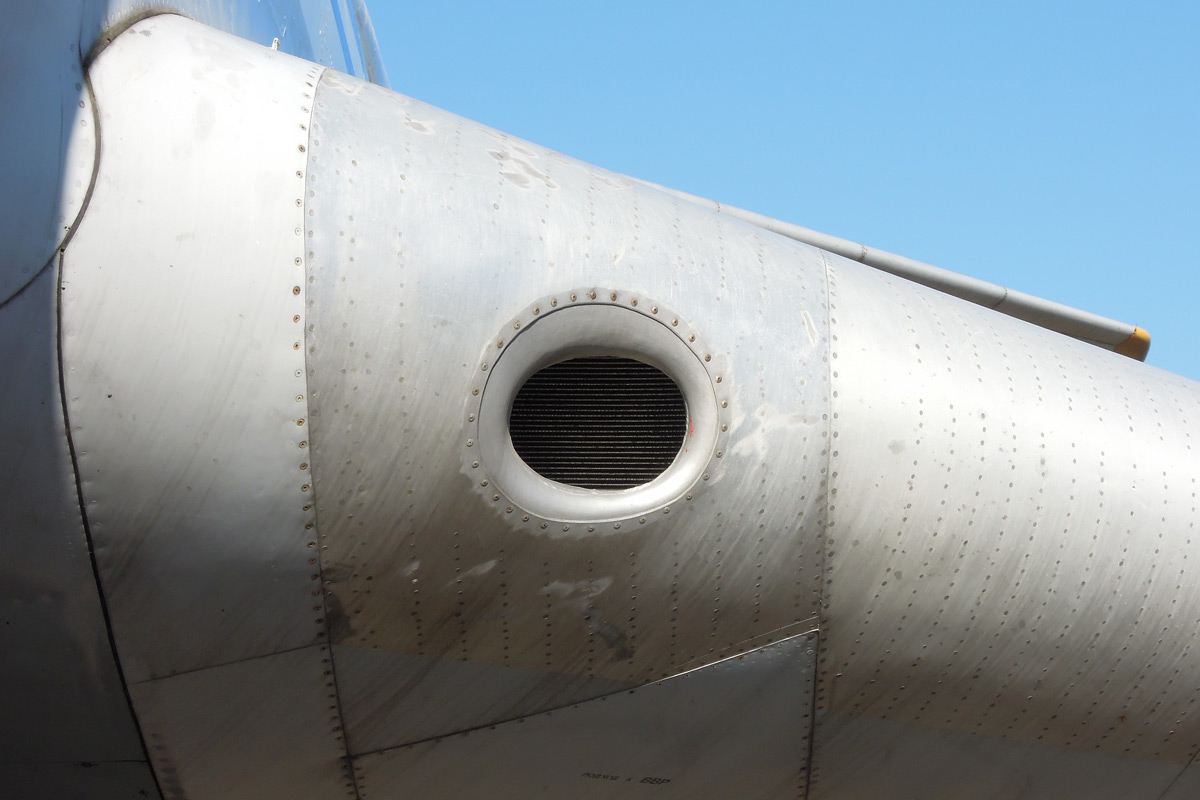
Повітрозабірник повітро-повітряного радіатора (ППР) в крилі Ту-154

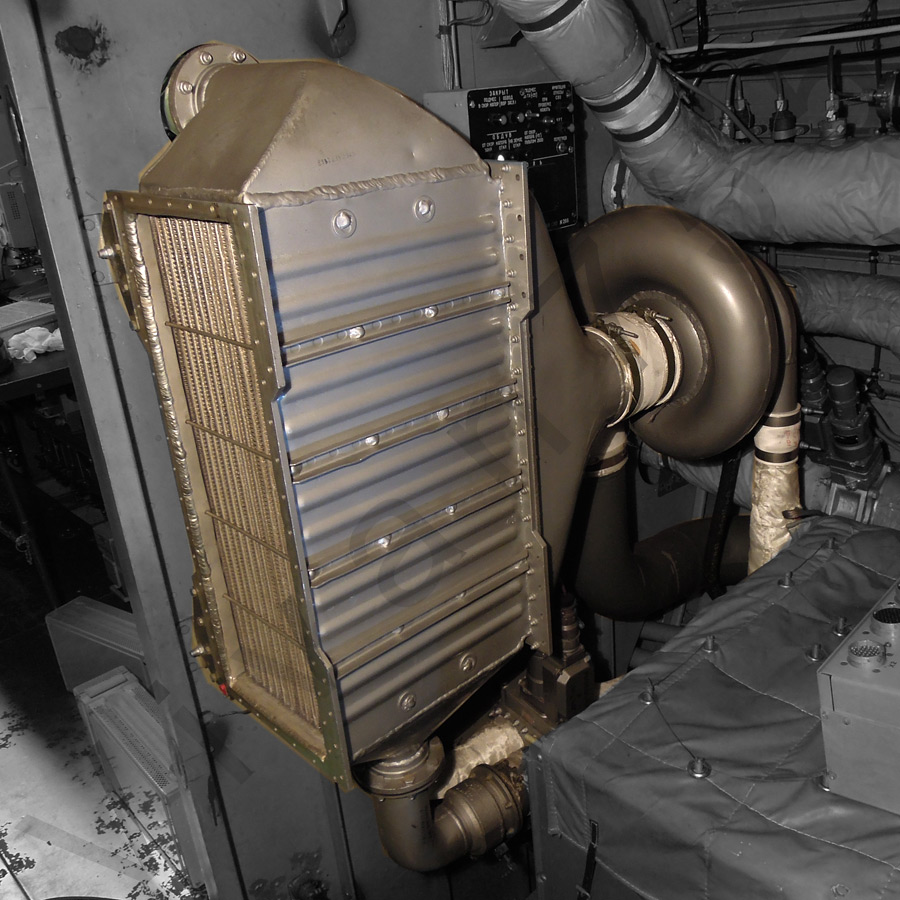
ППР і турбохолодильник (ТХ) системи кондиціювання технічного відсіку бомбардувальника Ту-95

Зазвичай система працює на повітрі, що відбирається від компресорів авіадвигунів, з температурою відбираного повітря до 500 °C і тиском до 1,6 МПа. Повітря розділяється на два потоки (лінії). Один потік проходить систему інтенсивного охолодження і надходить у змішувач (холодна лінія), другий потік надходить у змішувач безпосередньо (гаряча лінія). У змішувачі обидва потоки дозовано змішуються і потім подаються в гермокабіни. Також гаряче повітря на багатьох літаках направляється в систему запобігання обмерзанню (СЗО) і проходить по трубах під обшивкою, обігріваючи її, щоб уникнути наростання льоду.
Для охолодження повітря застосовують такі типи теплообмінників — повітро-повітряні (ППР) або паливно-повітряні радіатори і турбохолодильники (ТХ). У складних системах кондиціювання можуть застосовуватися кілька ступенів (каскадів) для охолодження повітря, і кожен — зі своїми автоматичними регуляторами температури, наприклад, на Ту-154 відібране від двигунів повітря охолоджується в первинному ППР, установленому в хвостовому технічному відсіку, і подається до СЗО і СКП, а в СКП є по два вторинних ППР і ТХ (встановлених у носках кореневих частин крил, для продування ППР у крилах зроблено невеликі повітрозабірники), які охолоджують повітря до придатної для дихання температури. Типовий автоматичний регулятор температури (АРТ) складається з задавача температури в кабіні, датчика температури в трубопроводі, електронного блоку автоматичного управління і виконавчого електромеханізму — регулювальної заслінки в трубопроводі. Значна частина регуляторів у СКП можуть не мати задавача в кабіні і працюють тільки в автоматичному режимі.
При поданні охолодженого повітря в кабіну/салон літака з повітропроводів СКП може утворюватися туман, який поступово зникає з виходом системи на стійкий режим роботи. Для запобігання (зменшення) цього явища при проєктуванні передбачаються спеціальні заходи (контур відділення вологи і скидання конденсату в забортовий простір з дренажних отворів СКП).
Тиск повітря в герметичній кабіні регулюється за спеціальними програмами, які не однакові на пасажирських (транспортних) машинах, важких маломаневрових і маневрових військових літаках. Характерною програмою для важких літаків буде зона вільної вентиляції від 0 до 2000 метрів, зона постійного абсолютного тиску і зона постійного надмірного тиску відносно стандартної атмосфери. Для маневрових літаків з метою зменшення швидкості зміни тиску в кабіні при вертикальних маневрах на висотах у межах 2—7 км до програми регулювання вводиться зона змінного тиску. Тиск регулюється автоматом регулювання тиску (АРТ) завдяки строго дозованому скиданню надлишкового повітря з гермокабіни в забортовий простір. На військових літаках цей автомат має два режими роботи — нормальний і бойовий. У бойовому режимі тиск у кабіні буде зменшено — це робиться для запобігання баротравми в екіпажу при різкій розгерметизації на великих висотах у разі, наприклад, попадання снарядів. Пошкодження гермокабіни кулеметно-гарматним вогнем винищувачів при польоті на великих висотах викликали вибухову декомпресію і загибель екіпажів бомбардувальників Другої світової війни.
Кондиційоване повітря може подаватися не тільки в гермокабіни, але й у технічні відсіки для продування різноманітного електронного обладнання з метою підтримання необхідного робочого температурного режиму блоків і агрегатів. На бомбардувальниках, здатних нести вільнопадні ядерні боєприпаси, СКП обігріває весь негерметичний вантажний відсік (бомболюк) літака, підтримуючи додатну температуру (керовані ракети зі спеціальною бойовою частиною не вимагають зовнішнього обігріву, оскільки мають конструктивну внутрішню термостабілізацію). За наявності на борту літального апарата ДСУ повітря від її компресора також відбирається у СКП для наземного кондиціювання (обігріву або охолодження) кабін і відсіків.
В аварійних випадках, для швидкого припинення наддуву кабіни, наприклад, під час пожежі двигуна і надходження диму з повітропроводів у кабіну, в СКП передбачають аварійні заслінки, які практично миттєво перекривають трубопроводи, або триходові крани, які в нормальному режимі плавно керують заслінкою на відкриття-закриття, а в аварійному режимі електродвигун працює у форсованому режимі тільки на закриття. Також для аварійних випадків є так звана «вентиляція на малих висотах» або «вентиляція від швидкісного напору», що призначена для провітрювання кабіни при задимленні, для чого попередньо необхідно знизитися до висоти нижче 4000 метрів, розгерметизувати кабіну й увімкнути вентиляцію.